# The Last Hunt
The Last Hunt (bra A Última Caçada) é um filme estadunidense de 1956 do gênero western, produzido por Dore Schary para os estúdios MGM e dirigido por Richard Brooks. O roteiro foi do próprio Brooks que adaptou um romance de Milton Lott. A trilha sonora foi de Daniele Amfitheatrof e a fotografia de Russell Harlan.
O filme repete a parceria dos astros Robert Taylor e Stewart Granger, que haviam trabalhado juntos anteriormente na aventura de piratas Todos os Irmãos Eram Valentes (1953). Desta feita, inverteram-se os papéis, com Taylor fazendo o vilão e Granger, o mocinho.
O filme teve locações no  Parque Nacional Badlands e  Parque Estadual Custer, situados na Dacota do Sul. Filmes documentais em que tiros a búfalos previamente marcados eram liberados, foram usados na produção.

## Elenco principal
| Ator            | Papel          |
| --------------- | -------------- |
| Robert Taylor   | Charles Gilson |
| Stewart Granger | Sandy McKenzie |
| Debra Paget     | Garota índia   |
| Lloyd Nolan     | Perna-de-pau   |
| Russ Tamblyn    | Jimmy          |
| Constance Ford  | Peg            |
| Joe de Santis   | Ed Black       |

## Sinopse
Sandy McKenzie, um famoso caçador de búfalos, cansado da profissão, tenta investir por volta de 1880 no negócio de gado mas não alcança muito sucesso. Ele encontra o temível pistoleiro Charles Gilson, que conhece a reputação de Sandy e o convence a partir para mais uma caçada de búfalos. Gilson só pensa no dinheiro e não se importa com quem tem que matar para conseguir, homem ou animal. E fica cada vez mais furioso com a dificuldade de encontrar as já escassas manadas de búfalos. Eles acabam matando um valioso búfalo branco, o que os coloca em conflito com alguns índios. Depois de algum tempo, Gilson mata um índio e torna a companheira do morto e um bebê, seus cativos. Sandy não gosta de como Gilson trata a mulher e a relação dos dois homens se torna tensa. Gilson acha que a mudança de Sandy significa que ele planeja enganá-lo na partilha das peles, tornando o duelo final entre eles, inevitável.